# Andrzej Rapacz
Andrzej Rapacz (* 1. September 1948 in Zakopane; † 7. Februar 2022 in Kościelisko) war ein polnischer Biathlet.

## Werdegang
Andrzej Rapacz startete für WKS Legia Zakopane und wurde von Stanisław Zięba trainiert. Er gewann bei den Junioren-Weltmeisterschaften 1967 in Altenberg mit der Staffel Polens, zu der zudem Jozef Gasienica und Andrzey Fiedor gehörten, vor den Vertretungen aus Finnland und der DDR den Titel beim erstmals ausgetragenen Wettbewerb. 1969 gewann er im heimischen Zakopane erneut eine Medaille mit der Staffel, nun wie auch hinter Alexandr Uszakov im Einzel, Silber. Ab 1970 startete Rapacz bei den Herren und wurde bei den Biathlon-Weltmeisterschaften 1970 in Östersund 16. im Einzel und Sechster mit der Staffel. Gemeinsam mit Józef Różak, Aleksander Klima und Józef Stopka gewann er bei den Biathlon-Weltmeisterschaften 1971 in Hämeenlinna hinter den Staffeln aus der Sowjetunion und Norwegen die Bronzemedaille und wurde 18. im Einzel. Bei seinen ersten Olympischen Winterspielen im Jahr 1972 belegte er Platz 33 im Sprint und wurde mit Rózak, Klima und Stopka Siebter im Staffelwettbewerb. An seiner dritten WM nahm der Pole 1974 in Minsk teil, wo er 19. im Einzel, 23. im Sprint und Staffel-Elfter wurde. 1975 kamen in Antholz die Ränge 23 im Einzel und 15 im Sprint hinzu, mit der Staffel gewann er hinter Finnland und der Sowjetunion mit Jan Szpunar, Ludwik Zięba und Wojciech Truchan erneut WM-Bronze. Bis zu den Erfolgen Tomasz Sikoras in den 1990er und 2000er Jahren war Rapacz der letzte polnische Doppelmedaillengewinner im Biathlon. Auch die WM 1976, wo einzig der nichtolympische Sprint ausgetragen wurde, wurde in Antholz ausgetragen, Rapacz wurde 13. Zuvor erreichte er bei den Olympischen Spielen Platz 46 im Einzel und mit Szpunar, Zięba und Truchan den 12. Platz im Staffelrennen. Letztmals trat Rapacz bei der WM 1979 international an und erreichte dort die Ergebnisse 15 im Einzel und neun mit der Staffel. National gewann Rapacz 1969, 1970 und 1975 bis 1977 die Titel im Einzel, 1974 bis 1979 im Sprint.